# Margaret Karram
Margaret Karram (Haifa, 3 marzo 1962) è una teologa israeliana di origine palestinese, attuale presidente del Movimento dei Focolari.

Margaret Karram, Presidente del Movimento dei Focolari

Margaret Karram è stata eletta il 1º febbraio 2021 dall’Assemblea Generale del Movimento dei Focolari, diffuso in 182 Paesi con più di 2 milioni di aderenti tra cui cristiani di molte Chiese e comunità cristiane, fedeli di altre religioni e persone di convinzioni non religiose. Succede a Maria Voce, prima presidente dopo la fondatrice Chiara Lubich.
In precedenza è stata corresponsabile del Movimento in Terra Santa (Stati di Israele e Palestina). Nata in Israele in una famiglia cattolica araba, costante è stato il suo impegno nella formazione di giovani e adulti allo spirito evangelico di pace e unità che caratterizza il Movimento dei Focolari. Personalmente e insieme ai membri dei Focolari della Terra Santa ha contribuito a costruire ponti di dialogo tra cristiani, ebrei, musulmani, israeliani e palestinesi, anche in collaborazione con diverse commissioni e organizzazioni israeliane.

## Biografia
Margaret Karram nasce ad Haifa (Israele) in una famiglia araba dalle profonde radici cristiane. Haifa è città simbolo per tanti profughi palestinesi costretti in esilio negli anni del conflitto arabo-israeliano (1948-1973) quando, con la proclamazione dello Stato di Israele, la Società delle Nazioni (ora ONU) assegnava Haifa, città sino ad allora a maggioranza arabo-palestinese, alla componente ebraica. Tra i profughi anche molti parenti di Margaret fuggiti in Libano, mentre il padre aveva scelto di rimanere nella sua terra. La sua casa era situata in un quartiere ebraico e la sua era l’unica famiglia araba.
Nel 1977, allora quattordicenne, l'incontro con alcuni membri del Movimento dei Focolari fu un momento cardine della sua vita n, come dirà successivamente lei stessa:
Ha così inizio il suo impegno per il dialogo e la pace che condurrà lei, palestinese, ad approfondire la conoscenza dell'ebraismo: nel 1984 va negli Stati Uniti dove si laurea in ebraismo all'Università ebraica di Los Angeles.
In seguito, tornata in Israele (1989), diviene corresponsabile del Movimento negli Stati di Israele e Palestina e collabora con la Commissione Episcopale Nazionale per il dialogo interreligioso e il Coordinating Inter-Religious Council in Israel.
Nel 2013 è stata insignita del Premio per la riconciliazione "http://c-3po.infotel.it/www.cicts.org/default2b08.html?de=1&id_ev=2957&id=6/" insieme alla studiosa e ricercatrice ebrea Yisca Harani, per l'impegno nello sviluppo del dialogo tra culture e religioni diverse.
Dal 2014 è in Italia dove presso il Centro internazionale dei Focolari a Rocca di Papa (Roma) è stata membro del Consiglio Direttivo e corresponsabile per il  Dialogo tra Movimenti ecclesiali e nuove Comunità cattoliche.
L'8 giugno 2014, unica donna, in rappresentanza dei cristiani, è chiamata a leggere la preghiera per la pace di San Francesco in Vaticano alla cerimonia di Invocazione per la pace presieduta da Papa Francesco e dal Patriarca Bartolomeo di Costantinopoli alla presenza dei Presidenti dello Stato Israeliano, Shimon Peres e dell'Autorità Nazionale Palestinese Mahmoud Abbas.
Nel 2016 ha ricevuto il premio internazionale “Riconoscimento Santa Rita”, per aver favorito il dialogo partendo dalla quotidianità della vita vissuta.
Eletta come terza Presidente del Movimento dei focolari nel 2021 così delinea il suo mandato: 
Il dialogo come l’unica soluzione per una pace vera e duratura è stato confermato quando nel giugno 2022 in Turchia, ad Istanbul, ha partecipato al "Summit di Halki" dedicato al tema dell'ecologia in connessione con le prospettive educative ed ecumeniche. L'evento, promosso dal Patriarcato ecumenico di Costantinopoli e l'Istituto universitario Sophia di Loppiano (di cui è vice-Cancelliere), ha indicato nel suo indirizzo di saluto il "richiamo al destino di unità custodito nell’universo, che l’uomo e la donna sono chiamati a favorire con l'azione e con il pensiero, dove l’attuale crisi ecologica senza precedenti è una grande opportunità per forgiare un’alleanza tra le fedi e preservare il futuro del nostro pianeta”.
In quell’occasione è stata ricevuta in udienza dal Patriarca ecumenico Bartolomeo I, ripercorrendo il cammino di dialogo fraterno tra il Patriarcato di Costantinopoli e il Movimento dei Focolari, iniziato da Chiara Lubich e il patriarca Athenagoras III nel 1967.
Da presidente ha promosso il tema dell'anno del Movimento dei Focolari attraverso un percorso pluri-annuale, che ha visto come temi la vita interiore (2023), la testimonianza (2024) e la vicinanza (2025).

## Opere
- (con Monica Mondo), Per non sfiorarci invano, Edizioni Francescane Italiane, 2023 ISBN 978-8832235623